# Dixie Bibb Graves
Dixie Bibb Graves, née le 26 juillet 1886 à Montgomery (Alabama) et morte le 21 janvier 1965 dans la même ville, est une femme politique américaine. Membre du Parti démocrate, elle est sénatrice de l'Alabama entre 1937 et 1938, nommée de façon intérimaire à ce poste par son mari, le gouverneur Bibb Graves, après la mort du sénateur Hugo Black.